# Spliceosom
Spliceosomer är funktionella enheter av snRNA och proteiner, även kallat snRNP. De fungerar som ett enzym, som klipper bort intronsekvenser och splitsar (klistrar) ihop exonsekvenserna i den posttranskriptionella RNA-modifieringen. Processen kallas RNA-splitsning.